# Gröneborg

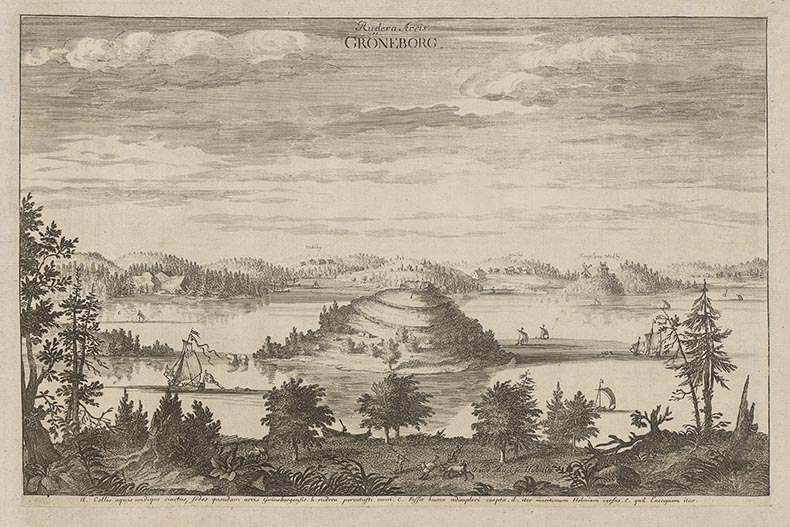
Gröneborg i Suecia antiqua et hodierna 1709.

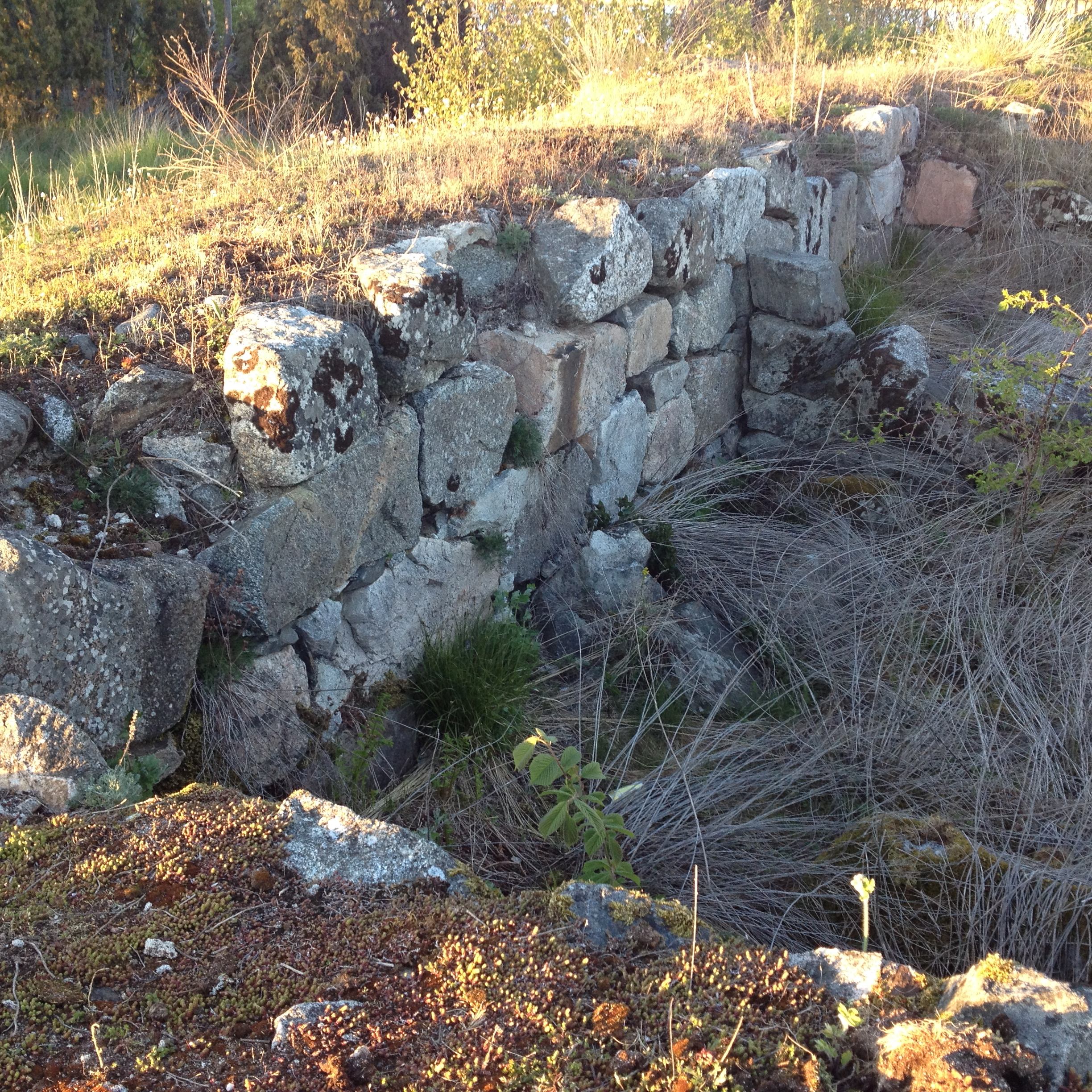
Ruinerna av borgen på Gröneborg, 2014-05-05.

Gröneborg är en holme i Svinnegarnsvikens mynning i Mälaren, cirka 10 km söder om Enköping.
Högst upp på ön finns en platå på vilken återfinns en kvadratformad stengrund om cirka 10 m x 10 m. Vid utgrävningar av platsen år 1896 påträffades grundmurar till ytterligare byggnader såväl norr som söder om den nu synliga fyrkantiga grunden. Ett kopparstick från tidigt 1700-tal av ön med dess borgruin återfinns i Erik Dahlberghs verk Suecia antiqua et hodierna. Kring förra sekelskiftet användes ön som grustag med grusschakt i såväl norra som södra delen av ön. 
Enligt en tradition, som sträcker sig mer än 500 år tillbaka, utpekas den i Erikskrönikan omnämnda stormannen Joar Blå som herre till Gröneborg. I Ericus Olais krönika, vilken tillkommit före 1470, sägs angående Joar Blå: "habitatio Gröneborgh, non longe ab Enecopia". Hundra år senare, i en version av Erikskrönikan (Cod. O), har skrivaren noterat i marginalen: "Her Joar blå på gröneborgh wid Eneköping". 
Vid de rannsakningar efter antikviteter som befalldes in från landets kyrkoherdar under andra halvan av 1600-talet sägs om platsen att "der på skulle warit ett slått widh samma nampn een förnämblig Herre och Krijgsanförare ben:dh Ifwar Blåås residens". Även om de ovan nämnda källorna tydligt förlägger Gröneborg till Enköpingstrakten tillåter inte det bevarade källmaterialet från 1200-talet en exakt identifiering av Erikskrönikans Joar Blå och därför inte heller någon bestämd koppling till just Gröneborg.
I dag finns inte mycket kvar av borgruinen, men nere vid stranden finns en rastplats med bänkar och grillplats som används av kajakpaddlare samt annat sjöfolk och uppifrån borgen har man en mycket fin utsikt över omgivningarna.